# باتن أوزوالت
باتون اسولت (بالإنجليزية: Patton Oswalt)‏ (مواليد 27 يناير 1969) هو ستاند أب كوميدي ممثل هزلي وكاتب.

## أعماله
- 2016: الحياة السرية للحيوانات الأليفة 2 (الدور:ماكس)
- 2004: جي تي أي: ليبرتي سيتي ستوريز (الدور: Hedges)
- 2004: شاب بالغ (الدور: Impound Cop)
- 2003: بولز أوف فيوري (الدور: Larry)
- 2003: خلطة بيطة بالصلصة (الدور: Dozer)
- 2001: فشل الانطلاق (الدور: Monkey Photographer)
- 2000: بليد: الثالوث (الدور: Auteur No. 1)
- 1999: زولاندر (الدور: Delmer Darion)
- 1999: ماغنوليا (الدور: Blue Collar Guy)
- 1996: رجل على القمر (الدور: Stingray Radioman)

## روابط خارجية
- باتن أوزوالت على موقع IMDb (الإنجليزية)
- باتن أوزوالت على موقع ميتاكريتيك (الإنجليزية)
- باتن أوزوالت على موقع روتن توميتوز (الإنجليزية)
- باتن أوزوالت على موقع ألو سيني (الفرنسية)
- باتن أوزوالت على موقع ميوزك برينز (الإنجليزية)
- باتن أوزوالت على موقع أول موفي (الإنجليزية)
- باتن أوزوالت على موقع قاعدة بيانات الأفلام السويدية (السويدية)
- باتن أوزوالت على موقع إن إن دي بي (الإنجليزية)
- باتن أوزوالت على موقع أول ميوزيك (الإنجليزية)
- باتن أوزوالت على موقع ديسكوغز (الإنجليزية)